# Musotima acclaralis
Musotima acclaralis là một loài bướm đêm trong họ Crambidae.